# Schule Lange Straße 30

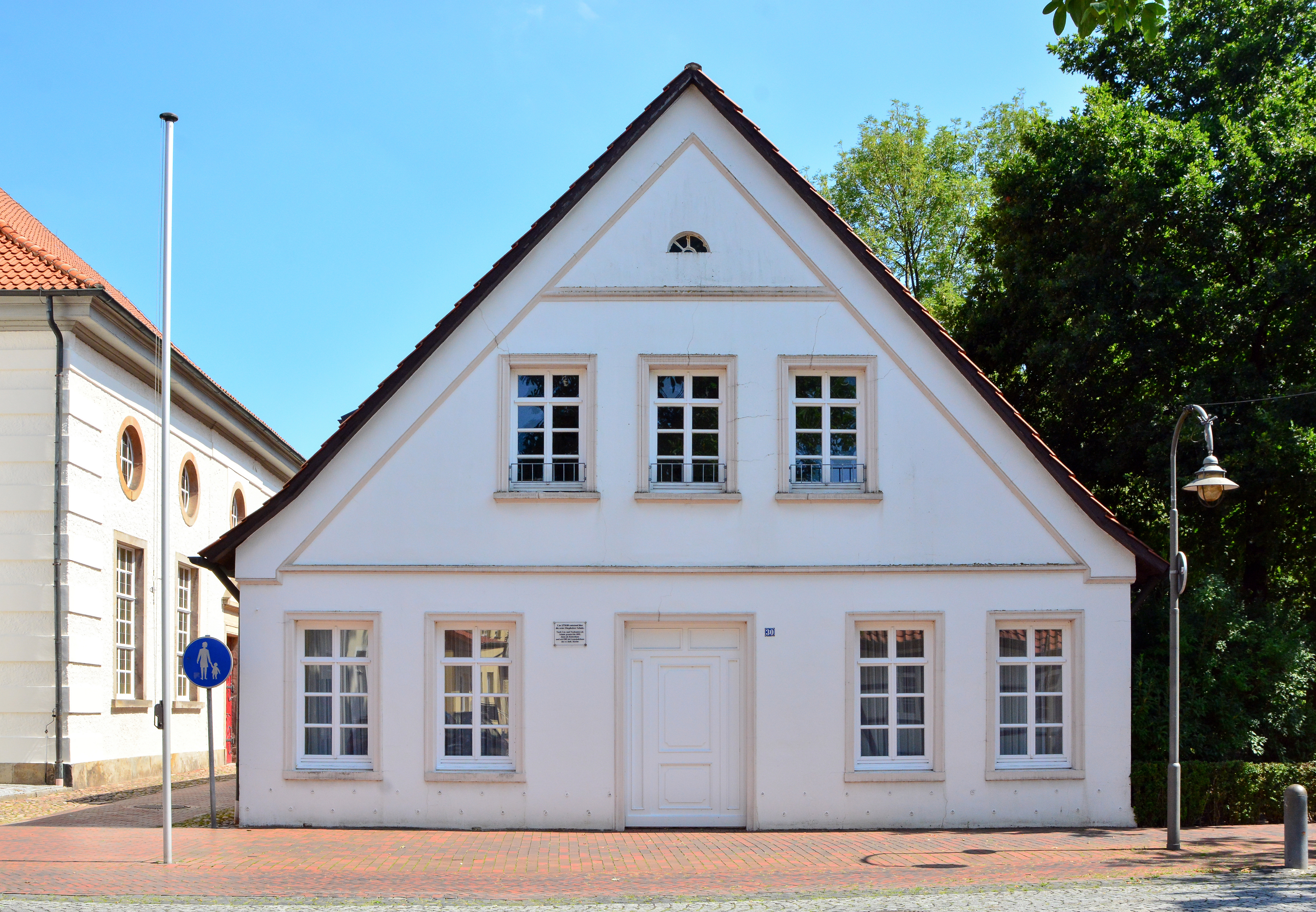
Ehemalige Schule

Die ehemalige Schule Lange Straße 30, Ecke Hinterstraße neben der Kirche St. Nicolai in Diepholz stammt vom 19. Jahrhundert.
 Aktuell (2023) wird sie als Gemeindehaus der Kirche genutzt.
Das Gebäude steht unter Denkmalschutz (siehe auch Liste der Baudenkmale in Diepholz).

## Geschichte
Neben der damaligen Stadtkirche in Fachwerk wurde um 1570 eine Kirchschule errichtet. An dieser Stelle neben der heutigen Kirche St. Nicolai entstand wohl in der Mitte des 19. Jahrhunderts ein neues Schulhaus.
Das eingeschossige historisierende  Eckgebäude in Fachwerk mit verputzten Ziegelausfachungen und mit Sattel- und östlichen Krüppelwalmdach, erhielt an der Westseite eine vorgesetzte massive verputzte Giebelfassade mit schlichten Putzbändern und einer regelmäßigen Fensteranordnung.
Im 19. Jahrhundert übernahm die Gemeinde Diepholz den Schulbetrieb und errichtete 1895 die Volksschule Diepholz. Die Kirche baute ihr Gebäude zu einem Gemeindehaus um.
Das Landesdenkmalamt befand: „… geschichtliche Bedeutung im Rahmen von Ortsgeschichte als Schulbau an Stelle der ersten Diepholzer Schule … von prägendem Einfluss auf das Straßenbild im Zusammenspiel mit der benachbarten Kirche St. Nicolai … .“